# Смет, Лора
Лора Смет (фр. Laura Smet, полное имя — Лора Мари Югетт Cмет, фр. Laura Marie Huguette Smet; род. 15 ноября 1983[…], Нёйи-сюр-Сен) — французская актриса.

## Биография
Лора Смет — дочь французской актрисы Натали Бaй и французского певца Джонни Холлидея. Её родители разошлись через два с небольшим года после её рождения, и Лора воспитывалась матерью, но не порывала связи с отцом, который всегда её поддерживал материально. Однако, в посмертном завещании Джонни Холлидея, она вообще не была упомянута, как и сын певца Давид Холлидей. Поэтому в 2018 году начался длительный процесс о наследстве. 
Оставив школу в 16 лет, Лора решила стать актрисой, некоторое время посещала занятия на курсах актёра Реймона Аквавивы. Летом 2002 года она приняла участие в работе творческой мастерской начинающих кинематографистов. Вскоре ей посчастливилось сыграть в одном фильме с Кристин Скотт Томас. Свою первую роль Лора Смет получила у Хавьера Джианноли. В 2003 году она сыграла больную раком Шарлотту в его драме «Нетерпеливые тела». Критика хорошо оценила эту роль, и в 2004 году Смет была номинирована на французскую премию «Сезар» как лучшая начинающая актриса, а также получила приз Роми Шнайдер — известную кинопремию Франции для молодых актёров.
После успеха её первого фильма Лора Смет в 2003 году снялась в фильме Фредерика Фонтейна «Жена Жиля» в ведущей роли второго плана — младшей сестры героини Эмманюэль Дево. Годом позднее Лора Смет сыграла в фильме Клода Шаброля «Подруга невесты», обеспечившем актрисе международную известность. В триллере её партнёром является Бенуа Мажимель, от героя которого Сента в исполнении Лоры Смет в доказательство любви требует совершить убийство.
В личной жизни Лору Смет, большую почитательницу Джины Роулендс и Наоми Уоттс, в 2005—2006 годах  связывали отношения с писателем Фредериком Бегбедером, который старше её почти на 18 лет. 
1 декабря 2018 года она вышла замуж за своего давнего друга, 49-летнего предпринимателя Рафаэля Ланкре-Жаваля  (Raphaël Lancrey-Javal). 7 октября 2020 года родился их сын Лео.
Артистическим агентом Лоры Смет долгое время был её крестный отец, Доминик Беснеар, работавший с Натали Бай, Анук Эме, Евой Грин, Софи Марсо и многими другими знаменитостями.
В 2010 году Лора Смет дебютировала как певица.
Из-за проблем со здоровьем у неё были значительные перерывы в съёмках.
С 2008 года также снимается на телевидении.
В 2017 году она дебютировала как режиссёр (короткометражный фильм «Тома» с участием Натали Бай).

## Избранная фильмография
- 2003: Нетерпеливые тела / Les Corps impatients — Шарлотта
- 2003: Жена Жиля / La Femme de Gilles  —  Викторина
- 2004: Подруга  невесты / La Demoiselle d’honneur — Стефани «Сента»
- 2006: Летний  прохожий/ Le Passager de l'été  — Жанна
- 2007: Ультра  ультрафиолет / UV  — Жюли
- 2007: Час ноль / L’Heure zéro — Каролин
- 2008: Граница рассвета / La Frontière de l'aube — Кароль
- 2010: Полин и Франсуа / Pauline et François — Полин Куанта
- 2014: Ив Сен - Лоран  / Yves Saint Laurent —  Лулу де ла Фалез
- 2014: 96 часов / 96 heures — Камий Кансель
- 2014: Держись справа  / Tiens-toi droite — Лили
- 2015: Первый отжим  / Premiers crus  — Мари
- 2017: Хранительницы  / Les Gardiennes — Соланж

## Награды
- Номинация на премию «Сезар» в 2004 году за роль в фильме «Страстные тела»
- Премия Роми Шнайдер 2004 год